# آبادزخسکایا
آبادزخسکایا (به لاتین: Abadzekhskaya) یک شهر در روسیه است که در آدیغیه واقع شده‌است.